# Ecliptopera recordans
Ecliptopera recordans es una especie de polilla de la familia Geometridae. La especie fue descrita por primera vez por Louis Beethoven Prout en 1940 con distribución en la Isla de Taiwán. El holotipo de la especie fue descrita en el sector Arizan a una altitud de 2440 a 3050 metros (8005,2 a 10 006,6 pies) sobre el nivel del mar.